# 約翰·弗朗西斯·韋德
約翰·弗朗西斯·韋德（英語：John Francis Wade，1711年—1786年8月16日）是英格蘭聖詩作詞人，以拉丁語聖詩《Adeste Fideles》（英譯：O Come All Ye Faithful）。
約翰·弗朗西斯·韋德在Second Jacobite rising發生後逃至法國。自此他與其他英格蘭天主教徒同住。他在當地教授音樂。

## 外部連結
- Cyberhymnal Summary